# Фајоло (Терни)
Фајоло је насеље у Италији у округу Терни, региону Умбрија.
Према процени из 2011. у насељу је живело 186 становника. Насеље се налази на надморској висини од 472 м.